# Konsekvent
 Der er for få eller ingen kildehenvisninger i denne artikel, hvilket er et problem. Du kan hjælpe ved at angive troværdige kilder til de påstande, som fremføres i artiklen.

En konsekvent er den anden halvdel af et hypotetisk udsagn. I den traditionelle udgave af et sådant udsagn er det den del, der følger et 'så' (engelsk: "then"). I en matematisk implikation, hvis {\displaystyle \phi } indebærer {\displaystyle \psi } kaldes {\displaystyle \phi } for antecedenten og {\displaystyle \psi } for konsekventen.
Eksempler:
- Hvis P, så Q.

Q er konsekventen i dette hypotetiske udsagn.
- Hvis X er et pattedyr så er X et dyr.

Her er "X er et dyr" konsekventen.
- Hvis computere kan tænke så er de levende.

"De er levende" er konsekventen.
Konsenventen i et hypotetisk udsagn er ikke nødvendigvis en konsekvens af antecedenten.
- Hvis aber er lilla så kan fisk tale Klingon.

"Fisk kan tale Klingon" er konsekventen, men er ikke intuitivt en konsekvens af (eller har noget som helst at gøre med) antecedentens påstand om at "aber er lilla".

## Fodnoter
1. ↑  Sets, Functions and Logic - An Introduction to Abstract Mathematics, Keith Devlin, Chapman & Hall/CRC Mathematics, 3rd ed., 2004

| filosofi | Spire Denne filosofiartikel er en spire som bør udbygges. Du er velkommen til at hjælpe Wikipedia ved at udvide den. |